# Nu-Mixx Klazzics
Nu-Mixx Klazzics – album remiksowy amerykańskiego rapera 2Paca Shakura, który został wydany pośmiertnie 7 października 2003 roku nakładem wytwórni Death Row Records i Koch. Album zawierał remiksy utworów z albumu All Eyez on Me z nowymi partiami wokalnymi pojawiających się gościnnie raperów. Nu-Mixx Klazzics była krytykowana za niską jakość zremiksowanych utworów.

## Lista utworów
| 1.  | „2 of Amerikaz Most Wanted” (feat. Crooked I)            | 3:53  |
|     |                                                          |       |
| 2.  | „How Do U Want It” (feat. K-Ci & JoJo)                   | 5:02  |
|     |                                                          |       |
| 3.  | „Hail Mary” (feat. Outlawz)                              | 5:20  |
|     |                                                          |       |
| 4.  | „Life Goes On”                                           | 4:58  |
|     |                                                          |       |
| 5.  | „All Eyez on Me” (feat. Big Syke)                        | 4:51  |
|     |                                                          |       |
| 6.  | „Heartz of Men”                                          | 4:38  |
|     |                                                          |       |
| 7.  | „Toss It Up” (feat. Danny Boy, K-Ci & JoJo & Aaron Hall) | 4:49  |
|     |                                                          |       |
| 8.  | „Hit ’Em Up” (feat. Outlawz)                             | 4:16  |
|     |                                                          |       |
| 9.  | „Never Had a Friend Like Me”                             | 4:06  |
|     |                                                          |       |
| 10. | „Ambitionz Az a Ridah”                                   | 4:21  |
|     |                                                          |       |
|     |                                                          | 46:14 |
|     |                                                          |       |

### Zestawienia
| Zestawienie                           | Najwyższa pozycja |
| ------------------------------------- | ----------------- |
| U.S. Billboard 200                    | 15                |
| U.S. Billboard Top R&B/Hip Hop Albums | 5                 |
| U.S. Billboard Top Independent Albums | 2                 |

### Personel
- Tupac Shakur – główny wykonawca
- Suge Knight – producent wykonawczy
- Carl „Butch” Small – perkusja,
- Danny „O.M.B.” Devoux – gitara basowa
- Ken Nahoum – fotografia
- Tom Daugherty – miksowanie, realizator mixingu
- Mike Bozzi – mastering
- Tracy Hardin – wokal, wokale w tle
- Matt „Party Man” Woodlief – asystent realizatora
- Darren Vegas – perkusja, keyboard
- Tha Row Hitters – producent, miksowanie
- Josh „Kash” Andrews – perkusja, keyboard
- Soren Baker – tekst na okładce albumu
- Michael Blade – flet
- Brian Gardner – mastering